# Viatodos
Viatodos is een plaats (freguesia) in de Portugese gemeente Barcelos en telt 2 027 inwoners (2001).